# Niet-fermenteerbare voedingsvezels
Niet-fermenteerbare voedingsvezels zijn voedingsvezels die het spijsverteringsstelsel ongewijzigd passeren.

## Groepen voedingsvezels
Er bestaan vele soorten voedingsvezels. Traditioneel worden ze ingedeeld in oplosbare en in onoplosbare voedingsvezels. Steeds vaker worden ze functioneel ingedeeld in drie verschillende groepen die vervolgens qua stofwisselingsbalans met elkaar worden vergeleken Het betreft de volgende indeling:
- Verteerbare voedingsvezels: Deze voedingsvezels zijn volledig verteerbaar door het lichaam. Ze vervullen nauwelijks een functie voor het lichaam en leveren bijna 400 kcal per 100 gram;
- Niet-verteerbare doch fermenteerbare voedingsvezels: Deze voedingsvezels zijn niet door het lichaam verteerbaar, maar wel door de darmflora. Door de fermentatie worden ongeveer 200 kcal per 100 gram aan het lichaam gegeven. Daarnaast hebben deze voedingsvezels een groot adsorptie vermogen van water waardoor ze enorm kunnen zwellen;
- Niet-fermenteerbare voedingsvezels: Omdat de niet-fermenteerbare voedingsvezels niet te verteren zijn en door de darmflora niet te fermenteren zijn gedurende de normale darmpassage snelheid van 24 uur, verlaten de niet-fermenteerbare voedingsvezels weer het lichaam met de ontlasting zoals ze zijn geconsumeerd. Daarom leveren ze in principe geen energie.[1] Aangezien het verteren ongeveer 50 kcal per 100 gram product is hier dus sprake van een negatieve bijdrage aan de stofwisselingsbalans.

## Niet verteerbaar
Niet-fermenteerbare voedingsvezels worden niet door het lichaam verteerd. De verteringssappen kunnen ze niet afbreken. Zodra de niet-fermenteerbare voedingsvezels aan het einde van het maag- darmkanaal aankomen, lukt het de darmflora eveneens niet om deze niet-fermenteerbare voedingsvezels nog te fermenteren of af te breken. Ze leveren daardoor nauwelijks energie aan het lichaam. Echter, verteren kost energie, ongeveer 10% van het gegeten voedsel. Het feit dat de niet-fermenteerbare voedingsvezels nauwelijks energie leveren en het verteren energie kost, betekent dat de niet-fermenteerbare voedingsvezels negatief bijdragen aan de stofwisselingsbalans. Daarmee lijken de niet fermenteerbare voedingsvezels weinig nutritionele waarde toe te voegen. Echter, er verschijnen steeds meer publicaties dat de niet-fermenteerbare voedingsvezels andere nuttige bijdragen leveren, zoals:
- Het stimuleren de darmperistaltiek, waardoor de darmen de darminhoud kneden en heen en weer pompen. Hierdoor blijven de darmen beter in conditie;
- Het op snelheid houden van de darmpassagesnelheid van de darminhoud. De dikke darm onttrekt water aan de darminhoud. Indien de passagesnelheid van de darminhoud afneemt, wordt de darminhoud steeds droger met een vergrote kans op constipatie;
- Het adsorberen van allerlei afvalstoffen zoals van cholesterol, zouten, toxische stoffen en dergelijke;
- Het bijdragen aan het in conditie houden van de dikke darm.

## Behoefte
De aanbevolen dagelijkse hoeveelheid (adh) niet-fermenteerbare voedingsvezels bedraagt naar schatting 10 gram voor vrouwen en 14 gram voor mannen. Veel mensen halen die norm niet. Uit consumptiepeilingen blijkt dat er slechts een gering gedeelte van de adh wordt genuttigd.
Omdat het kostbaar is om de drie groepen apart te analyseren voor elk voedingsmiddel en om de discussie te ontlopen of de ene voedingsvezel nu 220 kcal per 100 gram levert en de andere 180 kcal per 100 gram, heeft de Europese Unie besloten om de energiewaarden van alle voedingsvezels, ten behoeve van de voedingswijzer op de verpakking, vast te stellen op 200 kcal per 100 gram.
Niet-fermenteerbare voedingsvezels komen vooral voor in graanzemelen, erwten- en bonenvezels, aardappelvezels, suikerbietenvezels en pulp van de groente- en fruitverwerkende industrie. Deze ingrediënten worden vaak aan de grondstoffen van voedingsproducten verdwijnen voor een groot gedeelte in veevoer, worden verbrand, ondergeploegd of als biobrandstof aangewend.

## Enkele voorbeelden van niet-fermenteerbare voedingsvezels
- resistent zetmeel[2]
- hemi-cellulose
- cellulose
- lignine